# Anti-Machiavel
(Federico II, Anti-Machiavel, Capitolo I)

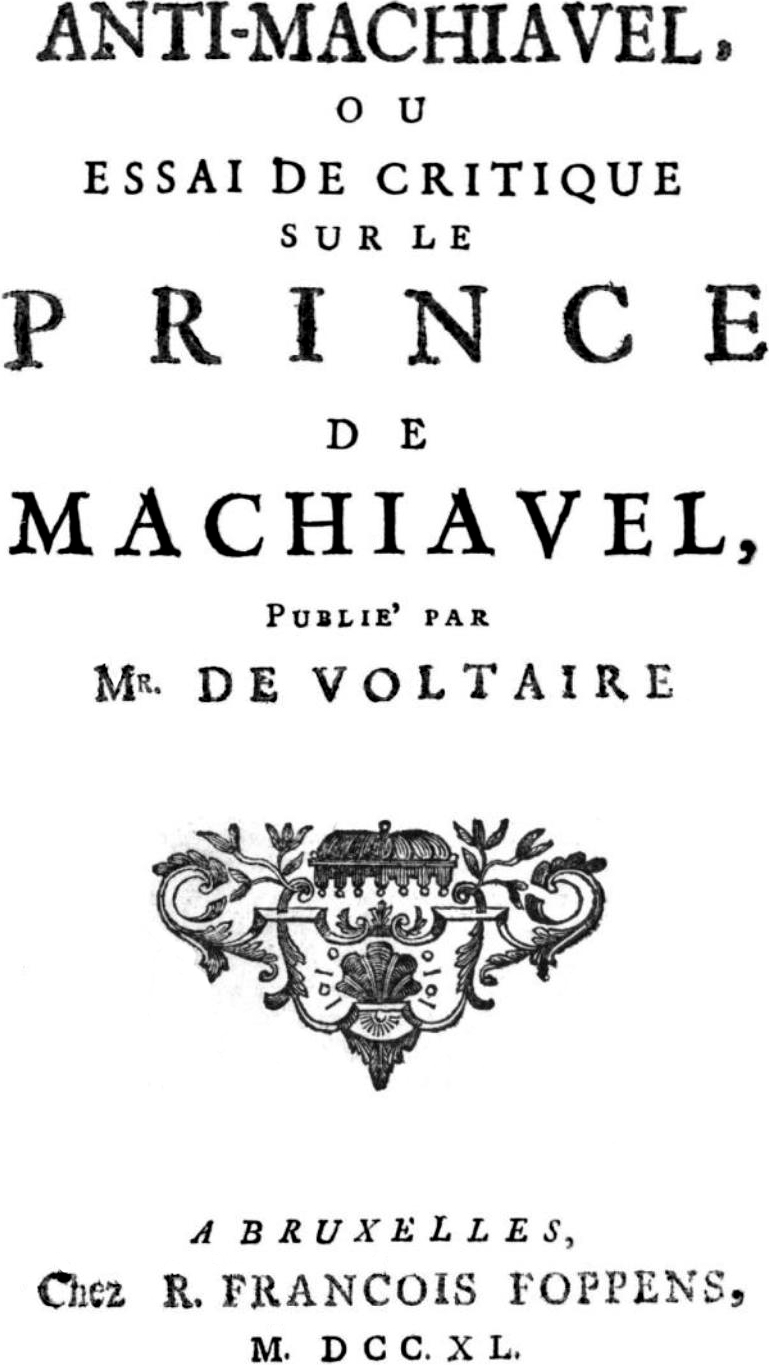
Una copia dell'Antimachiavel.

L'Anti-Machiavelli, ovvero analisi dell'opera di Machiavelli intitolata Il Principe o semplicemente Anti-Machiavel è un'opera filosofica scritta in lingua francese da Federico II di Prussia nel 1739: l'Antimachiavel, nella quale il futuro monarca illuminato contestava il cosiddetto "machiavellismo" (la più comune interpretazione data del pensiero del "segretario fiorentino") in politica in difesa del diritto naturale, della pace e di una politica umana retta e giusta.
L'opera fu positivamente recensita dal filosofo illuminista francese François-Marie Arouet, detto Voltaire, che la pubblicò  in Belgio con alcuni rimaneggiamenti nel 1740: il sovrano tedesco intratteneva infatti un rapporto di amicizia e corrispondenza con il filosofo francese.
All'indomani della messa in indice, per ordine di Sisto V, del Principe di Niccolò Machiavelli, le direttive della controriforma favorirono una serie di scrittori che realizzarono trattati in antitesi col pensiero del Segretario fiorentino: Scipione Ammirato, Giovanni Botero e Scipione Tolomei furono solo alcuni di questi. Federico riprese in parte questi pensatori, integrandoli con le idee illuministe.
Anche se durante il suo regno non sempre si attenne ai princìpi professati da giovane (ricevendo l'accusa di ipocrisia), e intraprese guerre di conquista, comportandosi spesso come un normale monarca assoluto, Federico cercò comunque sempre di non tradire completamente le sue idee, riformando le istituzioni della Prussia in senso moderno e più libero.